# Zgodovinsko središče Salvador de Bahia
Zgodovinsko središče Salvador de Bahia (portugalsko Centro Histórico Salvador de Bahia v Braziliji, znano tudi kot Pelourinho (v prevodu 'Sramotilni steber') ali Pelo, je zgodovinska soseska v zahodnem delu mesta Salvadorja v Bahii. V portugalskem kolonialnem obdobju je bilo središče mesta in je dobilo ime po postaji za bičanje na osrednjem trgu, kjer so zasužnjene ljudi iz Afrike javno pretepli kot kazen za domnevne prekrške. Zgodovinsko središče je izjemno bogato z zgodovinskimi spomeniki od 17. do 19. stoletja.
Pelourinho, ki je bil uvrščen na Unescov seznam svetovne dediščine, ohranja živahen repertoar portugalske kolonialne arhitekture, ki jo ponazarjajo manieristična dekoracija salvadorske stolnice, baročna zapletenost cerkve in samostana São Francisco ter Cerkev Tretjega reda Marije rožnega venca črnih ljudi, pa tudi rokokojsko razkošje cerkve Nosso Senhor do Bonfim. Poleg tega Pelourinho ostaja kulturno središče afro-brazilske skupnosti, katere kuhinja, arhitektura, vera in glasba močno vplivajo na sosesko ter pričajo o »opolnomočenju in vplivu afro kultur« v Novem svetu. Čeprav so prizadevanja za ohranjanje zgodovine, ki so se začela v 1990-ih, povečala varnost, spodbujala turizem in olajšala večji gospodarski razvoj, so povzročila tudi preselitev afro-brazilskih prebivalcev v enklavi in prispevala k gentrifikaciji. Kot tak razvoj Pelourinha še naprej pritegne pozornost v guvernerski politiki Bahie.

## Zgodovina
Zgodovinsko središče Salvadorja obsega preprosto jedro kolonialnega mesta in njegovo geografsko širitev do konca 18. stoletja. Od Praça Municipal (Mestni trg), ki jo je v gostem tropskem gozdu odprl prvi generalni guverner Tomé de Sousa leta 1549, do largo de Santo Antônio Além do Carmo, bojišča, kjer so se leta 1638 bojevali portugalski in nizozemski vojaki iz Companhia das Índias Ocidentais, spomeniki civilne, verske in vojaške arhitekture sestavljajo kuliso, ki razkriva umetnost in način življenja prebivalcev Salvadorja skozi stoletja. Od Portas de Santa Luzia, ki so varovala južno mejo starega mesta z zidovi iz blata, do debelih zidov utrdbe Santo Antônio Além do Carmo, ki je varovala severni vhod, je zgodovinsko središče Salvadorja razdeljeno na tri območja, ki jih je mogoče obiskati vsa naenkrat: od Praça Municipal do Largo de São Francisco, Pelourinho in od Largo do Carmo do Largo de Santo Antônio Além do Carmo.
Območje med Praça Municipal in Largo de São Francisco se kronološko začne od kraja, ki ga je generalni guverner Tomé de Souza izbral za gradnjo stavb kolonialne vlade, in na mestih, ki so jih zasedle verske bratovščine, ki so prišle iz Evrope leta 1549. Praça Municipal je bil odprt, ker je nudil boljšo zaščito pred napadi domorodcev in korzarjev. Guvernerjeva hiša, mestna hiša, kapela Marije Pomagaj in drugi objekti so bili sprva zgrajeni iz blata in prekriti s slamo, kasneje pa so bili na novo zgrajeni s kamnom, opeko in apnom. Danes so priljubljene zgodovinske stavbe obiskovalcev Paço Municipal (dokončana konec 17. stoletja), palača Rio Branco (Palácio Rio Branco, zgrajena na mestu nekdanje guvernerjeve hiše leta 1919) in dvigalo Lacerda (Elevador Lacerda), razširjeno v 1930-ih. Proti severu sta Cerkev in Santa Casa da Misericórdia (Igreja de Nossa Senhora da Misericórdia). Carinska stavba na trgu Cayrú je bila zgrajena leta 1861. Tržnica Modelo (Mercado Modelo) blizu vznožja dvigala v okrožju Comércio trdi, da je največja tržnica rokodelskih izdelkov v Latinski Ameriki.
Cerkev Svetega sedeža (Igreja da Sé), sestavni del arhitekturnega sklopa zgodovinskega središča, je bila porušena leta 1933 skupaj s štirimi drugimi bloki stavb iz kolonialnega in imperialnega obdobja. Ohranjena je nadškofijska palača, povezana s cerkvijo. Razprave o uničenju zgodovinskih znamenitosti v Salvadorju in drugod po Braziliji so vodile do prvih poskusov zaščite zgodovinskih dobrin na zvezni ravni in na koncu do ustanovitve Nacionalnega inštituta za zgodovinsko in umetniško dediščino.
Terreiro de Jesus, severno od Praça Municipal, je dom stavb iz 17. do 19. stoletja. Stolna bazilika, nekdanja Igreja dos Jesuítas (jezuitska cerkev) ter cerkvi Ordem Terceira de São Domingos in cerkev svetega Petra duhovnikov (São Pedro dos Clérigos) izstopajo v Terreiro de Jesus z vodnim vodnjakom v središču.
Stavba nekdanje medicinske fakultete, ki jo je prvotno zasedala jezuitska šola, so zdaj Memorial da Medicina (Medicinski spomenik), Arqueologia e Etnologia (Arheologija in etnologija) ter Afro-Brasileiro (Afro-brazilski) muzeji. Hiša sedmih svetilk (Casa dos Sete Candeeiros), ki je danes muzej, je v bližini. Largo do Cruzeiro de São Francisco, ki je praktično podaljšek Terreiro de Jesus, ima v sredini stari križ, na hrbtni strani pa monumentalni verski sklop, sestavljen iz cerkve in samostana São Franscisco ter Cerkev tretjega reda svetega Frančiška (cerkev Ordem Terceira de São Franscisco). Cerkev tretjega reda Marije rožnega venca črnih ljudi (Igreja da Ordem Terceira de Nossa Senhora do Rosário dos Pretos), cerkev Najsvetejšega zakramenta na Rua do Passo in Cerkev tretjega reda gore Karmel so severneje v okrožju. Številne zgodovinske rezidence iz kolonialnega obdobja, tudi palača Saldanha in Hiša sedmih smrti, so na ulicah zunaj glavnih trgov.
Številne stavbe zgodovinskega središča so bile prenovljene od začetne raziskave Salvadorja, ki jo je izvedel Nacionalni inštitut za zgodovinsko in umetniško dediščino v 1930-ih. To delo se je razširilo na revitalizacijo celih blokov zgodovinskih hiš, samostanov in cerkva iz začetka 1990-ih. Obstaja več kot 800 stavb z obnovljenimi fasadami in notranjostjo; mnoge so bile prilagojene za delovanje kot majhni muzeji in kulturni centri.

## Status zavarovanja
Nacionalni inštitut za zgodovinsko in umetniško dediščino je leta 1984 celotno zgodovinsko središče Salvadorja kot celoto uvrstil na seznam nacionalne dediščine. UNESCO ga je leta 1985 uvrstil na Unescov seznam svetovne dediščine.
- Zgodovinsko središče in soseske
- Izometrični pogled Pelourinhovega trga Anchieta Plaza, izrezan iz ohranitvenega projekta laserskega skeniranja, ki ga izvaja neprofitna organizacija CyArk.
- Pogled na pristanišče in staro carinarnico
- Perspektiva križa in cerkve São Francisco na Anchieta Plaza, Pelourinho, ustvarjena iz projekta ohranjanja laserskega skeniranja, ki ga je izvedla neprofitna organizacija CyArk
- Manieristična bazilika kolonialne prvostolnice Salvadorja
- Kolonialna vladna stavba (zbornica) Salvadorja iz 17. stoletja.